# Cour-sur-Loire
Cour-sur-Loire è un comune francese di 293 abitanti situato nel dipartimento del Loir-et-Cher nella regione del Centro-Valle della Loira.

## Società

### Evoluzione demografica
Abitanti censiti